# Yzchok Gerszt
Yzchok Gerszt (* 16. Oktober 1901 in Brzeziny; † 13. Januar 1945 nahe dem KZ Auschwitz) war ein polnischer Kommunist und Widerstandskämpfer gegen den Nationalsozialismus.

## Leben
Yzchok Gerszt wanderte 1920 aus Polen nach Deutschland ein, arbeitete als Schneider und Reisender und machte sich 1933 mit einer Lohnschneiderei in Elberfeld selbstständig. Schon in Polen hatte er sich politisch im sozialistischen „Bund“ engagiert, in Wuppertal trat er 1924 in die KPD ein. Er arbeitete mit den Wuppertaler Widerstandskämpfern Ewald Funke, Jukiel Gilberg, Karl Ibach und Friedrich Senger im „AM-Apparat“ (Antimilitärischer Apparat, eine Art geheimer Nachrichtendienst) der KPD; zusammen. Gerszt kam als Angestellter der Firma Wollberge & Co., deren Inhaber der Textilunternehmer und Genosse Abraham Berkowitz war, in Kontakt zu Polizeibeamten aus der Polizeikaserne Waldesruh, die sich bei Berkowitz neue Uniformen schneidern ließen. Vermeintlich unzufriedene oder antinazistische Polizisten wurden in eine Kartei aufgenommen und Zeitungen an sie verschickt; nach 1933 wurde diese Aktionen allerdings eingestellt. Bis 1933 war Gerszt auch im Vorstand eines jüdischen Arbeiter-Kultur-Vereins engagiert, in dem sich die ostjüdischen Einwanderer zusammengeschlossen hatten. Nach der „Machtergreifung“ durch die Nationalsozialisten organisierte Gerszt zusammen mit seiner Frau Rita Geldsammlungen bei jüdischen Sympathisanten zur Finanzierung des illegalen Widerstandes.

## Tod
Im Zuge der dritten Verhaftungswelle von Kommunisten und Gewerkschaftern im Raume Wuppertal wurde er am 30. Juni 1936 verhaftet und bei einem der Wuppertaler Gewerkschaftsprozesse zu vier Jahren Zuchthaus verurteilt. Diese Strafe saß er in den Zuchthäusern in Herford und Siegburg ab. Anschließend wurde er in „Schutzhaft“ genommen und nach Auschwitz deportiert. Dort starb er auf einem Todesmarsch, nur wenige Tage vor der Befreiung von Auschwitz durch die Rote Armee.
Yzchoks Frau Rita flüchtete 1939 mit der gemeinsamen Tochter nach Belgien. Dort wurde sie 1940 von der Gestapo verhaftet und 1942 in der NS-Tötungsanstalt Bernburg ermordet.

## Ehrung
Im Jahr 2002 wurde auf Initiative des Bezirksjugendrats des Wuppertaler Stadtteils Cronenberg für Rita und Yzchok Gerszt vor dem Haus Karl-Theodor-Straße 4 unweit von Haus Nummer 6 in Anwesenheit der Schirmherren, dem Bürgermeister Peter Jung und dem Vorsitzenden der Jüdischen Gemeinde Wuppertal, Leonid Goldberg, zwei „Stolpersteine“ verlegt. Sie ähnelten den Stolpersteinen des Projekts von Gunter Demnig, waren aber entsprechend der Beschreibung auf Demnigs Website selbst hergestellt und wurden um eine Ausstellung ergänzt. Demnig protestierte dagegen und untersagte weitere derartige Aktionen.
Im Juni 2008 wurde zu Ehren des Ehepaars Gerszt eine Gedenktafel gegenüber dem ehemaligen Wohnhaus Reiterstraße 3 in Wuppertal-Elberfeld enthüllt. Der Enthüllung wohnte auch die Tochter Stephanie bei, die Verfolgung und Krieg überlebt hatte und 1948 zu einem Onkel in die Vereinigten Staaten ausgereist war. Die Gedenktafel wurde 2012 zerstört. Am 25. Oktober 2008 wurden für Yzchok und Rita Gerszt vor dem Haus Reiterstraße 3 Demnigs „offizielle“ Stolpersteine verlegt. Seit Februar 2015 heißt eine Grünanlage westlich der Josefstraße in Wuppertal „Rita und Yzchok Gerszt-Park“.